# Dee Brown (cestista 1968)
DeCovan Kadell Brown, detto Dee (Jacksonville, 29 novembre 1968), è un ex cestista, allenatore di pallacanestro e dirigente sportivo statunitense, professionista nella NBA.
È il padre di Lexie Brown.

## Carriera
È stato selezionato dai Boston Celtics al primo giro del Draft NBA 1990 (19ª scelta assoluta).

## Statistiche

### College
| Anno      | Squadra            | PG  | PT | MP   | TC%  | 3P%  | TL%  | RP  | AP  | PRP | SP  | PP   |
| --------- | ------------------ | --- | -- | ---- | ---- | ---- | ---- | --- | --- | --- | --- | ---- |
| 1986-1987 | Jacksonv. Dolphins | 21  | -  | 8,9  | 43,1 | 16,7 | 59,1 | 1,3 | 0,8 | 0,5 | 0,0 | 3,4  |
| 1987-1988 | Jacksonv. Dolphins | 28  | -  | 27,3 | 45,2 | 26,7 | 81,8 | 4,5 | 2,0 | 1,6 | 0,2 | 10,1 |
| 1988-1989 | Jacksonv. Dolphins | 30  | -  | 37,8 | 49,0 | 42,6 | 82,4 | 7,6 | 3,7 | 1,9 | 0,4 | 19,6 |
| 1989-1990 | Jacksonv. Dolphins | 29  | 29 | 36,3 | 49,6 | 37,5 | 68,3 | 6,6 | 5,2 | 3,0 | 0,6 | 19,3 |
| Carriera  | Carriera           | 108 | 29 | 29,0 | 48,2 | 36,6 | 76,3 | 5,3 | 3,1 | 1,9 | 0,3 | 13,9 |

### NBA

#### Regular Season
| Anno      | Squadra         | PG  | PT  | MP   | TC%  | 3P%  | TL%  | RP  | AP  | PRP | SP  | PP   |
| --------- | --------------- | --- | --- | ---- | ---- | ---- | ---- | --- | --- | --- | --- | ---- |
| 1990-1991 | Boston Celtics  | 82  | 5   | 23,7 | 46,4 | 20,6 | 87,3 | 2,2 | 4,2 | 1,0 | 0,2 | 8,7  |
| 1991-1992 | Boston Celtics  | 31  | 20  | 28,5 | 42,6 | 22,7 | 76,9 | 2,5 | 5,3 | 1,1 | 0,2 | 11,7 |
| 1992-1993 | Boston Celtics  | 80  | 48  | 28,2 | 46,8 | 31,7 | 79,3 | 3,1 | 5,8 | 1,7 | 0,4 | 10,9 |
| 1993-1994 | Boston Celtics  | 77  | 76  | 37,2 | 48,0 | 31,3 | 83,1 | 3,9 | 4,5 | 2,0 | 0,6 | 15,5 |
| 1994-1995 | Boston Celtics  | 79  | 69  | 35,3 | 44,7 | 38,5 | 85,2 | 3,2 | 3,8 | 1,4 | 0,6 | 15,6 |
| 1995-1996 | Boston Celtics  | 65  | 23  | 24,5 | 39,9 | 30,9 | 85,4 | 2,1 | 2,2 | 1,2 | 0,2 | 10,7 |
| 1996-1997 | Boston Celtics  | 21  | 2   | 24,9 | 36,7 | 30,8 | 81,8 | 2,3 | 3,2 | 1,5 | 0,3 | 7,6  |
| 1997-1998 | Boston Celtics  | 41  | 10  | 19,8 | 42,7 | 38,1 | 67,9 | 1,5 | 1,3 | 1,1 | 0,1 | 6,8  |
| 1997-1998 | Toronto Raptors | 31  | 2   | 29,3 | 44,6 | 41,1 | 90,7 | 2,9 | 3,3 | 1,2 | 0,5 | 12,2 |
| 1998-1999 | Toronto Raptors | 49  | 0   | 28,1 | 37,8 | 38,7 | 72,7 | 2,1 | 2,9 | 1,1 | 0,2 | 11,2 |
| 1999-2000 | Toronto Raptors | 38  | 12  | 17,7 | 36,0 | 35,8 | 68,8 | 1,4 | 2,3 | 0,6 | 0,1 | 6,9  |
| 2000-2001 | Orlando Magic   | 7   | 0   | 22,1 | 36,4 | 37,5 | 80,0 | 1,6 | 1,7 | 0,6 | 0,0 | 6,9  |
| 2001-2002 | Orlando Magic   | 7   | 0   | 9,3  | 15,0 | 8,3  | -    | 1,3 | 0,3 | 0,4 | 0,1 | 1,0  |
| Carriera  | Carriera        | 608 | 267 | 27,7 | 43,6 | 35,7 | 82,5 | 2,6 | 3,7 | 1,3 | 0,3 | 11,1 |

#### Playoffs
| Anno     | Squadra         | PG | PT | MP   | TC%  | 3P%  | TL%  | RP  | AP  | PRP | SP  | PP   |
| -------- | --------------- | -- | -- | ---- | ---- | ---- | ---- | --- | --- | --- | --- | ---- |
| 1991     | Boston Celtics  | 11 | 0  | 25,8 | 49,1 | 0,0  | 82,4 | 4,1 | 3,7 | 1,0 | 0,5 | 12,2 |
| 1992     | Boston Celtics  | 6  | 0  | 20,0 | 50,0 | 0,0  | 66,7 | 2,0 | 5,2 | 0,2 | 0,7 | 8,0  |
| 1993     | Boston Celtics  | 4  | 3  | 33,3 | 36,6 | 14,3 | 100  | 1,5 | 3,8 | 0,5 | 1,0 | 11,3 |
| 1995     | Boston Celtics  | 4  | 4  | 43,0 | 41,9 | 34,6 | 87,5 | 5,0 | 4,8 | 1,3 | 0,3 | 18,8 |
| 2000     | Toronto Raptors | 3  | 0  | 6,3  | 0,0  | 0,0  | -    | 0,7 | 0,7 | 0,7 | 0,0 | 0,0  |
| 2001     | Orlando Magic   | 3  | 0  | 18,0 | 46,2 | 54,5 | -    | 1,0 | 1,3 | 0,7 | 0,0 | 6,0  |
| Carriera | Carriera        | 31 | 7  | 25,2 | 44,9 | 29,1 | 85,7 | 2,8 | 3,6 | 0,7 | 0,5 | 10,3 |

## Palmarès
- NBA All-Rookie First Team (1991)
- NBA Slam Dunk Contest champion (1991)